# Perekrjostok
Perekrjostok (russisk: Перекрёсток) er en russisk-hviderussisk spillefilm fra 1998 af Dmitrij Astrakhan.

## Medvirkende
- Leonid Jarmolnik som Oleg 'Alik' Sevastjanov
- Anna Legtjilova som Ljalja
- Aleksandr Jefremov som Misja
- Olga Samosjina som Natasja
- Olga Beljajeva som Ljusja